# Hierothesion

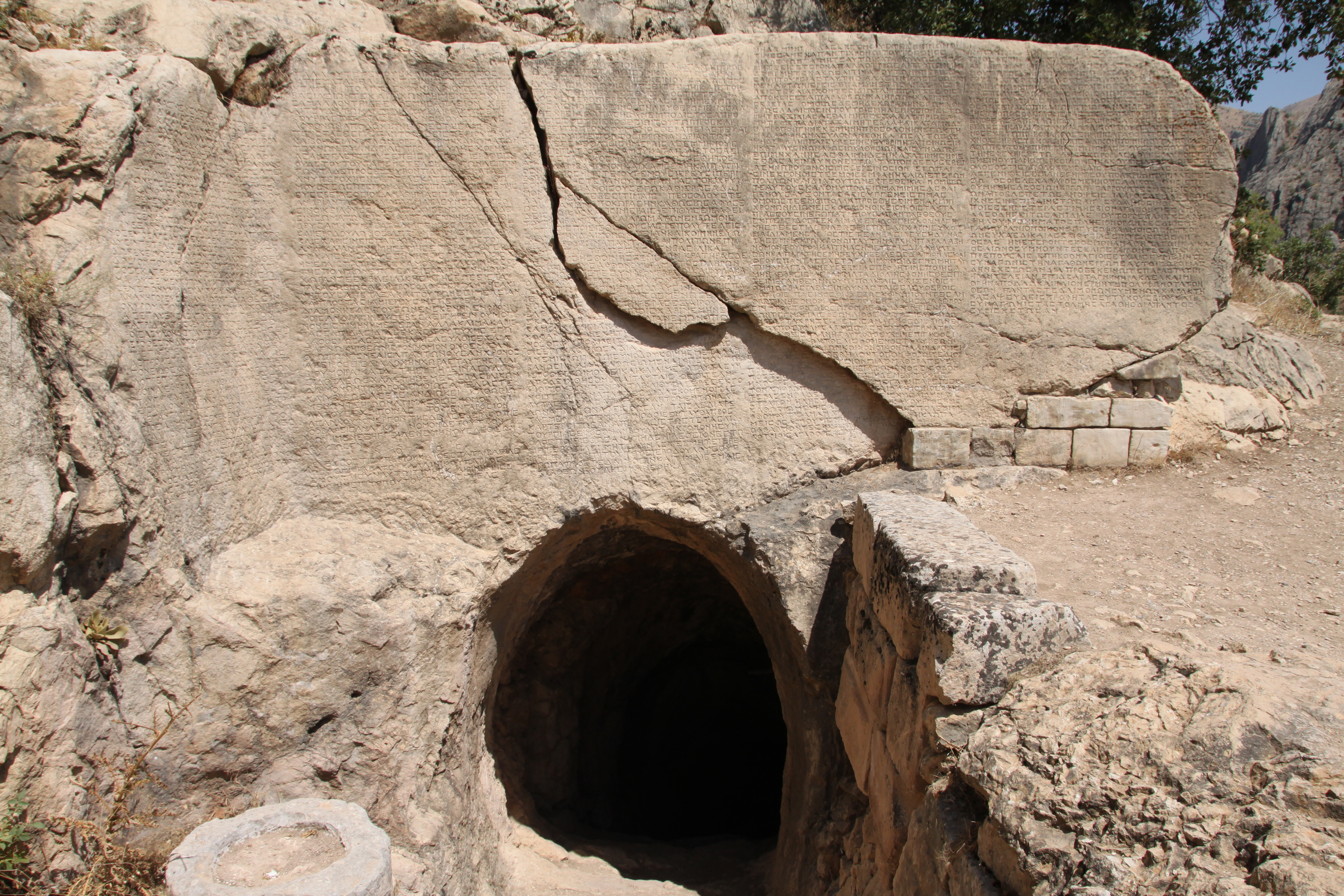
Inschrift am Hierothesion des Königs Mithridates Kallinikos, Arsameia am Nymphaios

Die altgriechische Wortbildung Hierothesion (ἱεροθέσιον) ist eine nur aus dem kleinasiatischen Königreich Kommagene bekannte Bezeichnung für den heiligen Grabbezirk von Angehörigen des Königshauses. Von den bekannten Hierothesia wurde von König Antiochos I. eines für seinen Vater Mithridates I. Kallinikos in Arsameia am Nymphaios errichtet, ein weiteres von seinem Sohn Mithridates II. für weibliche Angehörige am Karakuş und schließlich das bekannteste wieder von Antiochos für sich selbst am Nemrut Dağı. In Arsameia am Euphrat, dem heutigen Gerger Kalesi, befindet sich ebenfalls ein Hierothesion, wobei die Namen der dort bestatteten Könige, laut Friedrich Karl Dörner mindestens zwei, nicht bekannt sind. Der Grabhügel von Sesönk (Dikilitaş) ähnelt mit drei umgebenden Säulenpaaren dem Karakuş, ob er auch ein Hierothesion darstellt, wird angezweifelt.
Das Wort ist unter anderem bekannt aus der Inschrift bei Sockelanlage III in Arsameia am Nymphaios, in der Antiochos vom Bau des dortigen Kultbezirks berichtet und genaue Anweisungen für die Durchführung der heiligen Handlungen erlässt.
Dörner übersetzt den Begriff mit sepulkrales Kultheiligtum.